# Apisa canescens
Apisa canescens är en fjärilsart som beskrevs av Walker 1855. Apisa canescens ingår i släktet Apisa och familjen björnspinnare. Inga underarter finns listade i Catalogue of Life.